# 赫爾 (印第安納州)
赫爾（英語：Herr）是位於美國印地安納州布恩縣的一個非建制地區。該地的面積和人口皆未知。

## 地理
赫爾的座標為39°57′20″N 86°25′54″W / 39.95556°N 86.43167°W，而該地的平均海拔高度為294米（即965英尺）。